# Zemědělská věda

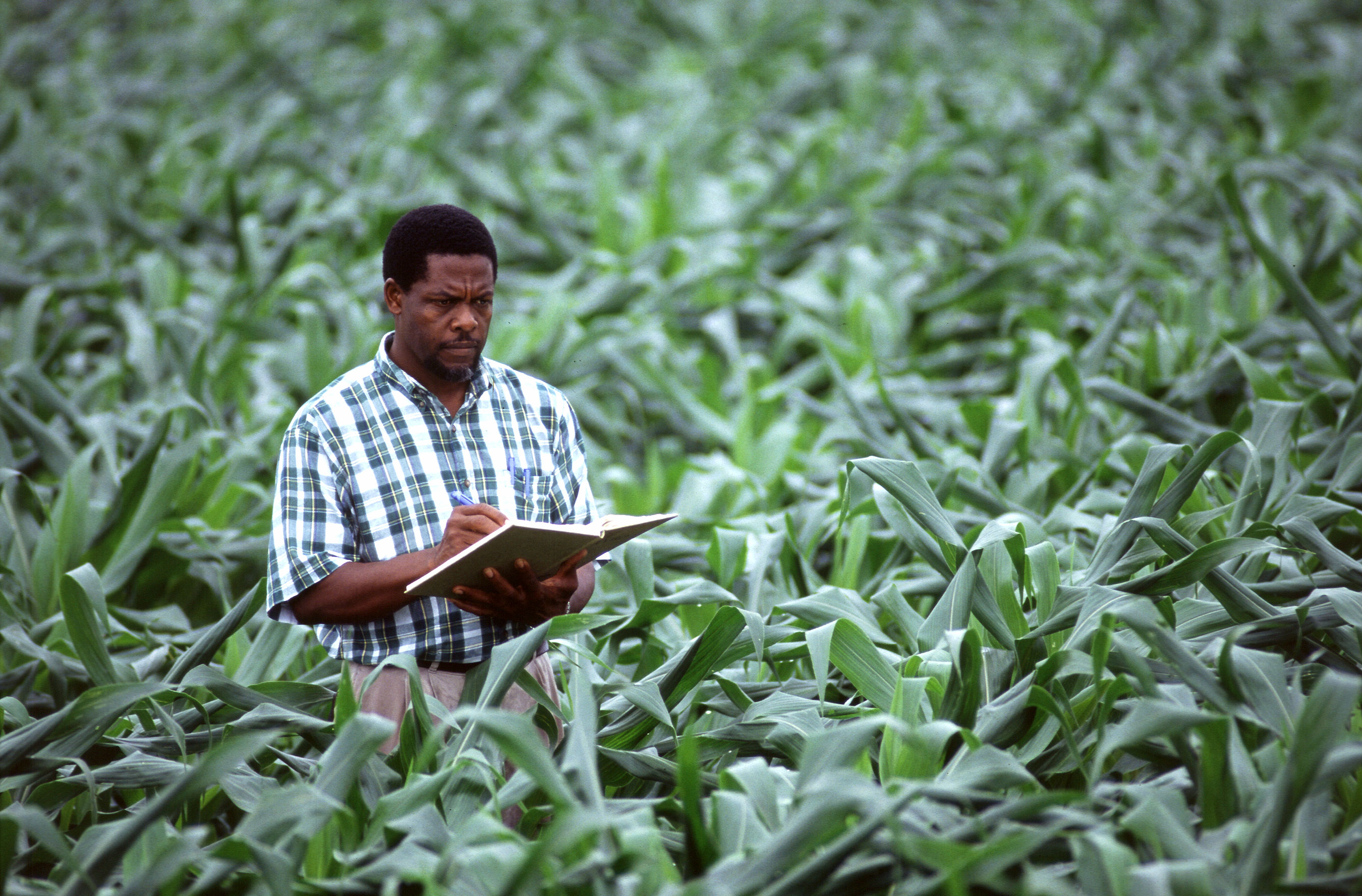
půdoznalectví je jednou ze zemědělských věd

Zemědělská věda je široká multidisciplinární oblast biologie, která zahrnuje části přírodních, ekonomických a společenských věd, které se používají v praxi a chápání zemědělství.

## Zemědělství, zemědělská věda a agronomie
- Zemědělství je soubor činností, které přeměňují životní prostředí na produkci zvířat a rostlin určených k lidské spotřebě. Zemědělství se týká technik, včetně aplikace agronomického výzkumu.
- Agronomie je výzkum a vývoj související se studiem a zlepšením rostlinných plodin.

Zemědělské vědy zahrnují výzkum a vývoj následujících témat:
- Chov rostlin a genetika
- Patologie rostlin
- Zahradnictví
- Pedologie
- Entomologie
- Výrobní techniky (např. Řízení zavlažování, doporučené vstupy)
- Zlepšení zemědělské produktivity z hlediska množství a kvality (např. výběr plodin a zvířat odolných vůči suchu), vývoj nových pesticidů, technologie snímání výnosů, simulační modely růstu plodin
- Minimalizace účinků škůdců (plevel, hmyz, patogeny, hlístice) v systémech rostlinné nebo živočišné výroby.
- Transformace primárních výrobků do produktů konečného spotřebitele (např. výroba, konzervace a balení mléčných výrobků]
- Prevence a náprava nepříznivých vlivů na životní prostředí (např. degradace půd, nakládání s odpady, bioremediace
- Teoretická ekologie výroby týkající se modelování rostlinné výroby
- Tradiční zemědělské systémy, někdy nazývané „subsistence agriculture“, které krmí většinu nejchudších lidí na světě. Tyto systémy jsou zajímavé, neboť někdy si zachovávají úroveň integrace s přírodními ekologickými systémy, které jsou větší než systémy průmyslového zemědělství, které mohou být udržitelnější než některé moderní zemědělské systémy.
- Potravinová produkce a poptávka na celosvětové bázi se zvláštním zaměřením na hlavní výrobce, jako jsou Čína, Indie, Brazílie, USA a EU.
- Různé vědy týkající se zemědělských zdrojů a životního prostředí (například vědy o půdě, agroklimatologie); biologie zemědělských plodin a zvířat (např. věda o plodinách, věda o zvířatech a jejich přírodní vědy, např. výživa přežvýkavců, dobré životní podmínky hospodářských zvířat); v oblastech zemědělské ekonomie a sociologie na venkově; různé disciplíny zahrnuté v zemědělském inženýrství.